# Landesfußballverband Mecklenburg-Vorpommern
Der Landesfußballverband Mecklenburg-Vorpommern (LFV) ist einer der 21 Landesverbände des Deutschen Fußball-Bundes und eines von sechs Mitgliedern im Regionalverband Nordostdeutscher Fußballverband. Als solcher bildet der LFV die Dachorganisation aller 479 Fußballvereine in Mecklenburg-Vorpommern mit 66.420 Mitgliedern und 1.738 Mannschaften. Zudem ist der LFV Mitglied im Landessportbund Mecklenburg-Vorpommern und Träger der Sportschule Parchim. Sitz des LFV ist Rostock, als Präsident steht ihm Heiko Lex vor.
Die höchste Spielklasse des Verbandes ist die Verbandsliga Mecklenburg-Vorpommern, darunter folgen die Landesliga und die Landesklasse. Das bedeutendste Turnier ist der MV-Pokal, der zur direkten Teilnahme am DFB-Pokal qualifiziert.

## Geschichte
Ein Mecklenburg(isch)er Fußball-Bund wurde erstmals im Dezember 1904 gegründet. Er hatte anfangs drei Mitgliedsvereine und trat im April 1905 dem neu gegründeten Norddeutschen Fußball-Verband und damit dem DFB bei. Als Bezirk IV (Mecklenburg) des NFV gewann er ab 1907 auch Vereine aus Vorpommern hinzu.
1922 gingen aus einer Strukturreform u. a. die Kreise Lübeck-Mecklenburg-Schwerin sowie Mecklenburg-Strelitz-Vorpommern hervor, jedoch verließen die vorpommerschen Vereine 1925 den Norddeutschen Fußball-Verband und schlossen sich dem Baltenverband an. Der Bezirk Lübeck-Mecklenburg hingegen blieb bis 1933 im (dann aufgelösten) NFV beieinander. Den Meistertitel des Bezirkes gewannen stets Vereine aus Lübeck mit Ausnahme der Jahre 1925 und 1933, als jeweils Schwerin 03 den Titel holte. Der Schweriner Hugo Schmidt gehörte zu den ersten drei Ehrenmitgliedern des NFV, der drei seiner Verbandstage in Rostock und Schwerin abhielt.
Nach Auflösung der Regionalverbände des DFB 1933 gehörte der Bezirk zum Sportgau Nordmark. 1937 wurde Lübeck dem Bezirk Schleswig-Holstein zugeordnet und ab 1942 gab es den eigenen Gau Mecklenburg. Damit endete die Zugehörigkeit zum Norden, die wiederherzustellen bei der NFV-Neugründung 1948 auf Grund der seinerzeitigen Grenzen nicht möglich war und die auch nach 1990 nicht wieder zu Stande kam.
In der Sowjetischen Besatzungszone und danach in der DDR wurden von 1948 bis 1952 Landesmeister ermittelt. Die Landesklasse Mecklenburg war 1949/50 zweithöchste, anschließend dritthöchste Spielklasse, bevor die Länder der DDR aufgelöst wurden und die Fußball-Landesklassen mit ihnen.
| Amtszeit  | Präsident      | Verein              |
| --------- | -------------- | ------------------- |
| 1990–1999 | Günther Waak   | Post Neubrandenburg |
| 1999–2022 | Joachim Masuch | Hansa Rostock       |
| seit 2022 | Heiko Lex      | FSV Bentwisch       |

Im Zuge der deutschen Wiedervereinigung trafen sich im März 1990 die Bezirksfachausschuss-Vorsitzenden und Geschäftsführer der Bezirke Rostock, Neubrandenburg und Schwerin in Güstrow und bereiteten die Gründung des Landesfußballverbandes Mecklenburg-Vorpommern vor. Am 14. Juli 1990 bestätigten die 112 Delegierten der drei Bezirksfachausschüsse und der 36 Kreisfachausschüsse die Entwürfe der Satzung und der benötigten Ordnungen, Günther Waak wurde dabei zum ersten Präsidenten des LFV gewählt.
Durch die folgende Kreisgebietsreform wurde die Zahl der Kreisverbände von 36 auf 15 reduziert, seit dem Beitritt des Stralsunder Kreisfußballverbands zum Verband Nordvorpommern bestanden noch 14 Kreisfußballverbände. 2009 gab es eine erneute Kreisreform. Das Verbandsgebiet ist seitdem in die drei Bezirke West, Nord und Ost aufgeteilt, welche wiederum die Kreise Schwerin-Nordwestmecklenburg, Westmecklenburg, Warnow, Nordvorpommern-Rügen, Mecklenburger Seenplatte und Vorpommern-Greifswald umfassen.
Zur Spielzeit 2017/18 wurde das Ligasystem in Mecklenburg-Vorpommern aufgrund sinkender Vereinszahlen erneut umgestellt. Die Landesliga ist seitdem mit zwei Staffeln und die Landesklasse mit vier Staffeln vertreten. Die Anzahl der Mannschaften in den Staffeln wurde von 14 auf 16 Teilnehmer erhöht.

## Wettbewerbe
Herren
Die höchste Liga des Verbands im Herrenbereich stellt die Verbandsliga Mecklenburg-Vorpommern mit 16 Mannschaften dar, die im deutschen Ligasystem eine der sechsthöchsten Spielklassen bildet. Ihr jeweiliger Meister ist zum Aufstieg in die fünftklassige Oberliga Nordost berechtigt. Unter der Verbandsliga rangiert die Landesliga, welche seit der Spielzeit 2017/18 in zwei je 16 Mannschaften umfassenden Staffeln ausgespielt wird und deren jeweilige Meister die zwei Absteiger der Verbandsliga ersetzen. Der wichtigste Pokalwettbewerb im Herrenbereich ist der Landespokal Mecklenburg-Vorpommern, dessen Gewinner im Allgemeinen zur Teilnahme am DFB-Pokal berechtigt ist.
Im Bereich der A- und B-Junioren bildet die Verbandsliga Mecklenburg-Vorpommern die höchste Spielklasse auf Verbandsebene und berechtigt gegebenenfalls zum Aufstieg in die deutschlandweit zweitklassige Regionalliga Nordost. Ebenfalls wird der Mecklenburg-Vorpommern-Pokal ausgespielt, der im Bereich der A-Jugend zur Teilnahme am DFB-Junioren-Vereinspokal und im Bereich der B-Jugend zur Teilnahme am NOFV-Pokal berechtigt.
Frauen
Auch im Frauenfußball stellt der Mecklenburg-Vorpommern-Pokal den wichtigsten Pokalwettbewerb auf Verbandsebene dar und berechtigt zur Teilnahme am DFB-Pokal. Die ebenfalls bei den Frauen als höchste Liga im Verbandsgebiet geltende Verbandsliga Mecklenburg-Vorpommern ist im Gegensatz zum Männer-Fußball jedoch eine der vierthöchsten Spielklassen im gesamtdeutschen System. Ihr Meister kann dementsprechend in die drittklassige Regionalliga Nordost aufsteigen.
Im Bereich der B-Juniorinnen ist die Verbandsliga Mecklenburg-Vorpommern die höchste Spielklasse des Verbandes. Auch für die B-Juniorinnen ist der Mecklenburg-Vorpommern-Pokal der wichtigste Pokalwettbewerb im Verbandsgebiet.
Beachsoccer
Im Beachsoccer (Strandfußball) wird seit 2014 im Sommer die MV-Beachsoccer-Tour an den Stränden mehrerer Seebäder des Landes ausgetragen. In den Jahren 2014 bis 2019 war dabei das Team der Rostocker Robben siegreich, welches auch deutschlandweit auf Spitzenniveau spielt.

## Mannschaften in höheren Ligen
In der Saison 2024/25 spielen 13 Mannschaften aus dem Verbandsgebiet in überregionalen Spielklassen.

### Männerfußball
| Nationale Ligastufe | Bezeichnung          | Anzahl | Mannschaften                                                                              |
| ------------------- | -------------------- | ------ | ----------------------------------------------------------------------------------------- |
| 1                   | 1. Bundesliga        | –      | –                                                                                         |
| 2                   | 2. Bundesliga        | –      | –                                                                                         |
| 3                   | 3. Liga              | 1      | F.C. Hansa Rostock                                                                        |
| 4                   | Regionalliga Nordost | 1      | Greifswalder FC                                                                           |
| 5                   | NOFV-Oberliga Nord   | 4      | F.C. Hansa Rostock II, TSG Neustrelitz, Rostocker FC, FC Anker Wismar, SG Dynamo Schwerin |

### Frauenfußball
| Nationale Ligastufe | Bezeichnung                 | Anzahl | Mannschaften       |
| ------------------- | --------------------------- | ------ | ------------------ |
| 1                   | 1. Frauen-Bundesliga        | –      | –                  |
| 2                   | 2. Frauen-Bundesliga        | –      | –                  |
| 3                   | Frauen-Regionalliga Nordost | 1      | F.C. Hansa Rostock |

### A-Junioren
| Nationale Ligastufe | Bezeichnung          | Anzahl | Mannschaften                                           |
| ------------------- | -------------------- | ------ | ------------------------------------------------------ |
| 1                   | U19-Nachwuchsliga    | 1      | F.C. Hansa Rostock                                     |
| 2                   | Regionalliga Nordost | 2      | FC Förderkader René Schneider, FC Mecklenburg Schwerin |

### B-Junioren
| Nationale Ligastufe | Bezeichnung          | Anzahl | Mannschaften          |
| ------------------- | -------------------- | ------ | --------------------- |
| 1                   | U17-Nachwuchsliga    | 1      | F.C. Hansa Rostock    |
| 2                   | Regionalliga Nordost | 1      | F.C. Hansa Rostock II |

### C-Junioren
| Nationale Ligastufe | Bezeichnung          | Anzahl | Mannschaften       |
| ------------------- | -------------------- | ------ | ------------------ |
| 1                   | Regionalliga Nordost | 1      | F.C. Hansa Rostock |

## Ligasystem des LFV
Die Ligen des LFV MV sind zur Saison 2022/23 folgendermaßen organisiert:

### Männer
| Stufe       | Liga                                                               | Liga                                                               | Liga                                                               | Liga                                                               | Liga                                                               | Liga                                                               |
| ----------- | ------------------------------------------------------------------ | ------------------------------------------------------------------ | ------------------------------------------------------------------ | ------------------------------------------------------------------ | ------------------------------------------------------------------ | ------------------------------------------------------------------ |
| Landesebene |                                                                    |                                                                    |                                                                    |                                                                    |                                                                    |                                                                    |
| 6           | Verbandsliga Mecklenburg-Vorpommern 15 Mannschaften                | Verbandsliga Mecklenburg-Vorpommern 15 Mannschaften                | Verbandsliga Mecklenburg-Vorpommern 15 Mannschaften                | Verbandsliga Mecklenburg-Vorpommern 15 Mannschaften                | Verbandsliga Mecklenburg-Vorpommern 15 Mannschaften                | Verbandsliga Mecklenburg-Vorpommern 15 Mannschaften                |
| 7           | 2 Staffeln der Landesliga Mecklenburg-Vorpommern 29 Mannschaften   | 2 Staffeln der Landesliga Mecklenburg-Vorpommern 29 Mannschaften   | 2 Staffeln der Landesliga Mecklenburg-Vorpommern 29 Mannschaften   | 2 Staffeln der Landesliga Mecklenburg-Vorpommern 29 Mannschaften   | 2 Staffeln der Landesliga Mecklenburg-Vorpommern 29 Mannschaften   | 2 Staffeln der Landesliga Mecklenburg-Vorpommern 29 Mannschaften   |
| 8           | 4 Staffeln der Landesklasse Mecklenburg-Vorpommern 57 Mannschaften | 4 Staffeln der Landesklasse Mecklenburg-Vorpommern 57 Mannschaften | 4 Staffeln der Landesklasse Mecklenburg-Vorpommern 57 Mannschaften | 4 Staffeln der Landesklasse Mecklenburg-Vorpommern 57 Mannschaften | 4 Staffeln der Landesklasse Mecklenburg-Vorpommern 57 Mannschaften | 4 Staffeln der Landesklasse Mecklenburg-Vorpommern 57 Mannschaften |
| Kreisebene  |                                                                    |                                                                    |                                                                    |                                                                    |                                                                    |                                                                    |
| 9           | Kreisoberliga Schwerin-Nordwestmecklenburg 14 Mannschaften         | Kreisoberliga Westmecklenburg 14 Mannschaften                      | 3 Staffeln der Kreisoberliga Warnow 32 Mannschaften                | 2 Staffeln der Kreisoberliga Meckl. Seenplatte 27 Mannschaften     | Kreisoberliga Nordvorpommern-Rügen 14 Mannschaften                 | Kreisoberliga Vorpommern-Greifswald 14 Mannschaften                |
| 10          | Kreisliga Schwerin-Nordwestmecklenburg 12 Mannschaften             | 3 Staffeln der Kreisliga Westmecklenburg 30 Mannschaften           | 3 Staffeln der Kreisliga Warnow 28 Mannschaften                    | 3 Staffeln der Kreisliga Meckl. Seenplatte 34 Mannschaften         | 2 Staffeln der Kreisliga Nordvorpommern-Rügen 21 Mannschaften      | 3 Staffeln der Kreisliga Vorpommern-Greifswald 34 Mannschaften     |
| 11          | 1. Kreisklasse Schwerin-Nordwestmecklenburg 12 Mannschaften        |                                                                    | 2 Staffeln der 1. Kreisklasse Warnow 22 Mannschaften               |                                                                    |                                                                    |                                                                    |

### A-Junioren
| Stufe       | Liga                                                             | Liga                                                             | Liga                                                             | Liga                                                             | Liga                                                             | Liga                                                             |
| ----------- | ---------------------------------------------------------------- | ---------------------------------------------------------------- | ---------------------------------------------------------------- | ---------------------------------------------------------------- | ---------------------------------------------------------------- | ---------------------------------------------------------------- |
| Landesebene |                                                                  |                                                                  |                                                                  |                                                                  |                                                                  |                                                                  |
| 3           | Verbandsliga Mecklenburg-Vorpommern 10 Mannschaften              | Verbandsliga Mecklenburg-Vorpommern 10 Mannschaften              | Verbandsliga Mecklenburg-Vorpommern 10 Mannschaften              | Verbandsliga Mecklenburg-Vorpommern 10 Mannschaften              | Verbandsliga Mecklenburg-Vorpommern 10 Mannschaften              | Verbandsliga Mecklenburg-Vorpommern 10 Mannschaften              |
| 4           | 3 Staffeln der Landesliga Mecklenburg-Vorpommern 30 Mannschaften | 3 Staffeln der Landesliga Mecklenburg-Vorpommern 30 Mannschaften | 3 Staffeln der Landesliga Mecklenburg-Vorpommern 30 Mannschaften | 3 Staffeln der Landesliga Mecklenburg-Vorpommern 30 Mannschaften | 3 Staffeln der Landesliga Mecklenburg-Vorpommern 30 Mannschaften | 3 Staffeln der Landesliga Mecklenburg-Vorpommern 30 Mannschaften |

### B-Junioren
| Stufe       | Liga                                                             | Liga                                                             | Liga                                                             | Liga                                                             | Liga                                                             | Liga                                                             |
| ----------- | ---------------------------------------------------------------- | ---------------------------------------------------------------- | ---------------------------------------------------------------- | ---------------------------------------------------------------- | ---------------------------------------------------------------- | ---------------------------------------------------------------- |
| Landesebene |                                                                  |                                                                  |                                                                  |                                                                  |                                                                  |                                                                  |
| 3           | Verbandsliga Mecklenburg-Vorpommern 12 Mannschaften              | Verbandsliga Mecklenburg-Vorpommern 12 Mannschaften              | Verbandsliga Mecklenburg-Vorpommern 12 Mannschaften              | Verbandsliga Mecklenburg-Vorpommern 12 Mannschaften              | Verbandsliga Mecklenburg-Vorpommern 12 Mannschaften              | Verbandsliga Mecklenburg-Vorpommern 12 Mannschaften              |
| 4           | 3 Staffeln der Landesliga Mecklenburg-Vorpommern 36 Mannschaften | 3 Staffeln der Landesliga Mecklenburg-Vorpommern 36 Mannschaften | 3 Staffeln der Landesliga Mecklenburg-Vorpommern 36 Mannschaften | 3 Staffeln der Landesliga Mecklenburg-Vorpommern 36 Mannschaften | 3 Staffeln der Landesliga Mecklenburg-Vorpommern 36 Mannschaften | 3 Staffeln der Landesliga Mecklenburg-Vorpommern 36 Mannschaften |

### Frauen
| Stufe       | Liga                                               | Liga                                               | Liga                                               | Liga                                               | Liga                                               | Liga                                               |
| ----------- | -------------------------------------------------- | -------------------------------------------------- | -------------------------------------------------- | -------------------------------------------------- | -------------------------------------------------- | -------------------------------------------------- |
| Landesebene |                                                    |                                                    |                                                    |                                                    |                                                    |                                                    |
| 4           | Verbandsliga Mecklenburg-Vorpommern 6 Mannschaften | Verbandsliga Mecklenburg-Vorpommern 6 Mannschaften | Verbandsliga Mecklenburg-Vorpommern 6 Mannschaften | Verbandsliga Mecklenburg-Vorpommern 6 Mannschaften | Verbandsliga Mecklenburg-Vorpommern 6 Mannschaften | Verbandsliga Mecklenburg-Vorpommern 6 Mannschaften |
| Kreisebene  |                                                    |                                                    |                                                    |                                                    |                                                    |                                                    |
| 5           |                                                    | Kreisoberliga Westmecklenburg 9 Mannschaften       | Kreisliga Warnow 13 Mannschaften                   |                                                    |                                                    | Kreisoberliga Vorpommern-Greifswald 6 Mannschaften |

### B-Juniorinnen
| Stufe       | Liga                                               | Liga                                               | Liga                                               | Liga                                               | Liga                                               | Liga                                               |
| ----------- | -------------------------------------------------- | -------------------------------------------------- | -------------------------------------------------- | -------------------------------------------------- | -------------------------------------------------- | -------------------------------------------------- |
| Landesebene |                                                    |                                                    |                                                    |                                                    |                                                    |                                                    |
| 2           | Verbandsliga Mecklenburg-Vorpommern 6 Mannschaften | Verbandsliga Mecklenburg-Vorpommern 6 Mannschaften | Verbandsliga Mecklenburg-Vorpommern 6 Mannschaften | Verbandsliga Mecklenburg-Vorpommern 6 Mannschaften | Verbandsliga Mecklenburg-Vorpommern 6 Mannschaften | Verbandsliga Mecklenburg-Vorpommern 6 Mannschaften |